# MLB All-Star Game 2020
Das MLB All-Star Game 2020 wäre die 91. Auflage des Major League Baseball All-Star Game zwischen den Auswahlteams der American League (AL) und der National League (NL) gewesen. Es sollte am 14. Juli 2020 im Dodger Stadium in Los Angeles stattfinden. Aufgrund der COVID-19-Pandemie in den Vereinigten Staaten wurde das Spiel am 3. Juli 2020 offiziell abgesagt. Es ist die erste Absage des Spiels seit 1945. Zeitgleich wurde bekanntgegeben, dass die Los Angeles Dodgers das All-Star Game 2022 ausrichten werden.
Dies wird das zweite All-Star Game im Dodger Stadium sein, das vierte, das von den Dodgers veranstaltet wird.

## Auswahl des Gastgebers
Die Ausschreibung für das All-Star Game 2020 begann 2017. Am 11. April 2018 kündigte MLB-Kommissar Rob Manfred an, dass das Event im Dodger Stadium stattfinden wird. Es wird das erste Mal seit 40 Jahren sein, dass das Dodger Stadium das Spiel ausrichten wird.